# Barbara Schett
Barbara Schett-Eagle (Innsbruck, 10 de març de 1976) és una exjugadora de tennis austríaca que va arribar al número 7 del rànquing individual (1999) i 8 en dobles (2001). Actualment treballa pel canal Eurosport com a presentadora i comentarista.

## Biografia
Schett es va casar amb l'australià Joshua Eagle, també extennista, i van tenir un fill anomenat Noah el 28 d'abril de 2009.

## Torneigs de Grand Slam

### Dobles mixts: 1 (0−1)
| Resultat  | Núm. | Any  | Torneig          | Parella      | Oponents                      | Marcador |
| --------- | ---- | ---- | ---------------- | ------------ | ----------------------------- | -------- |
| Finalista | 1.   | 2001 | Open d'Austràlia | Joshua Eagle | Corina Morariu Ellis Ferreira | 1−6, 3−6 |

## Palmarès

### Individual: 6 (3−3)
| Llegenda                     |
| ---------------------------- |
| Grand Slam (0−0)             |
| WTA Tour Championships (0−0) |
| Tier I (0−1)                 |
| Tier II (0−0)                |
| Tier III (1−1)               |
| Tier IV (2−1)                |
| Tier V (0−0)                 |

| Títols per superfície |
| --------------------- |
| Dura (0−1)            |
| Gespa (0−0)           |
| Terra batuda (3−1)    |
| Moqueta (0−1)         |

| Resultat   | Núm. | Data                 | Torneig                  | Superfície   | Oponent en la final | Marcador      |
| ---------- | ---- | -------------------- | ------------------------ | ------------ | ------------------- | ------------- |
| Guanyadora | 1.   | 15 de juliol de 1996 | Palerm, Itàlia           | Terra batuda | Sabine Hack         | 6−3, 6−3      |
| Guanyadora | 2.   | 28 de juliol de 1997 | Maria Lankowitz, Àustria | Terra batuda | Henrieta Nagyová    | 3−6, 6−2, 6−3 |
| Finalista  | 1.   | 13 de juliol de 1998 | Palerm                   | Terra batuda | Patty Schnyder      | 1−6, 7−5, 2−6 |
| Finalista  | 2.   | 10 d'agost de 1998   | Boston, Estats Units     | Dura         | Mariaan de Swardt   | 6−3, 6−7, 5−7 |
| Finalista  | 3.   | 18 d'octubre de 1999 | Moscou, Rússia           | Moqueta (i)  | Nathalie Tauziat    | 6−2, 4−6, 1−6 |
| Guanyadora | 3.   | 10 de juliol de 2000 | Klagenfurt (2)           | Terra batuda | Patty Schnyder      | 5−7, 6−4, 6−4 |

### Dobles: 19 (10−9)
| Llegenda                     |
| ---------------------------- |
| Grand Slam (0−0)             |
| WTA Tour Championships (0−0) |
| Tier I (0−1)                 |
| Tier II (5−2)                |
| Tier III (0−2)               |
| Tier IV (4−1)                |
| Tier V (1−3)                 |

| Títols per superfície |
| --------------------- |
| Dura (3−4)            |
| Gespa (0−0)           |
| Terra batuda (5−4)    |
| Moqueta (2−1)         |

| Resultat   | Núm. | Data                 | Torneig                     | Superfície   | Parella                 | Oponents en la final                       | Marcador         |
| ---------- | ---- | -------------------- | --------------------------- | ------------ | ----------------------- | ------------------------------------------ | ---------------- |
| Guanyadora | 1.   | 15 de juliol de 1996 | Palerm, Itàlia              | Terra batuda | Janette Husárová        | Florencia Labat Barbara Rittner            | 6−1, 6−2         |
| Finalista  | 1.   | 28 d'octubre de 1996 | Moscou, Rússia              | Moqueta (i)  | Silvia Farina           | Natalia Medvedeva Larisa Neiland           | 6−7, 6−4, 1−6    |
| Guanyadora | 2.   | 14 de juliol de 1997 | Palerm (2)                  | Terra batuda | Silvia Farina           | Florencia Labat Mercedes Paz               | 2−6, 6−1, 6−4    |
| Finalista  | 2.   | 6 d'abril de 1998    | Amelia Island, Estats Units | Terra batuda | Patty Schnyder          | Sandra Cacic Mary Pierce                   | 6−7, 6−4, 6−7    |
| Guanyadora | 3.   | 27 d'abril de 1998   | Hamburg, Alemanya           | Terra batuda | Patty Schnyder          | Martina Hingis Jana Novotná                | 7−6, 3−6, 6−3    |
| Finalista  | 3.   | 13 de juliol de 1998 | Palerm                      | Terra batuda | Patty Schnyder          | Pavlina Nola Elena Wagner                  | 4−6, 2−6         |
| Guanyadora | 4.   | 4 de gener de 1999   | Auckland, Nova Zelanda      | Dura         | Silvia Farina           | Seda Noorlander Marlene Weingärtner        | 6−2, 7−6         |
| Finalista  | 4.   | 29 de març de 1999   | Hilton Head, Estats Units   | Terra batuda | Patty Schnyder          | Elena Likhovtseva Jana Novotná             | 1−6, 4−6         |
| Finalista  | 5.   | 10 de juliol de 2000 | Klagenfurt, Àustria         | Terra batuda | Patty Schnyder          | Laura Montalvo Paola Suárez                | 6−7(5), 1−6      |
| Finalista  | 6.   | 2 d'octubre de 2000  | Filderstadt, Alemanya       | Dura (i)     | Arantxa Sánchez Vicario | Martina Hingis Anna Kúrnikova              | 4−6, 2−6         |
| Finalista  | 7.   | 1 de gener de 2001   | Auckland                    | Dura         | Emmanuelle Gagliardi    | Alexandra Fusai Rita Grande                | 6−7(4), 3−6      |
| Guanyadora | 5.   | 8 de gener de 2001   | Sydney, Austràlia           | Dura         | Anna Kúrnikova          | Lisa Raymond Rennae Stubbs                 | 6−2, 7−5         |
| Guanyadora | 6.   | 30 d'abril de 2002   | Hamburg (2)                 | Terra batuda | Martina Hingis          | Daniela Hantuchová Arantxa Sánchez Vicario | 6−1, 6−1         |
| Finalista  | 8.   | 6 de gener de 2003   | Hobart, Austràlia           | Dura         | Patricia Wartusch       | Cara Black Elena Likhovtseva               | 5−7, 6−7(1)      |
| Guanyadora | 7.   | 3 de febrer de 2003  | París, França               | Moqueta (i)  | Patty Schnyder          | Marion Bartoli Stéphanie Cohen-Aloro       | 2−6, 6−2, 7−6(5) |
| Finalista  | 9.   | 12 de gener de 2004  | Hobart (2)                  | Dura         | Els Callens             | Shinobu Asagoe Seiko Okamoto               | 2−6, 6−4, 6−3    |
| Guanyadora | 8.   | 9 de febrer de 2004  | París (2)                   | Moqueta (i)  | Patty Schnyder          | Silvia Farina Francesca Schiavone          | 3−6, 2−6         |
| Guanyadora | 9.   | 26 d'abril de 2004   | Budapest, Hongria           | Terra batuda | Petra Mandula           | Virág Németh Ágnes Szávay                  | 6−3, 6−2         |
| Guanyadora | 10.  | 2 d'agost de 2004    | Estocolm, Suècia            | Dura         | Alicia Molik            | Emmanuelle Gagliardi Anna-Lena Grönefeld   | 6−3, 6−3         |

## Trajectòria

### Individual
| Open d'Austràlia | A           | Q2          | 1R          | 4R | 3R          | 4R          | 4R          | 4R | 3R          | 3R          | 1R          | 2R | 2R | 0 / 11    | 20 – 11   |
| Roland Garros | A           | 1R          | 1R          | 1R | 1R          | 1R          | 3R          | 4R | 4R          | 2R          | 3R          | 1R | A  | 0 / 11    | 11 – 11   |
| Wimbledon | Q           | 1R          | A           | 2R | 2R          | 2R          | 4R          | 1R | 3R          | 2R          | 2R          | 1R | A  | 0 / 10    | 10 – 10   |
| US Open | A           | 1R          | 1R          | 2R | 2R          | 3R          | QF          | 2R | 4R          | 2R          | 2R          | 1R | A  | 0 / 11    | 14 – 11   |
| Jocs Olímpics | No celebrat | No celebrat | No celebrat | A  | No celebrat | No celebrat | No celebrat | QF | No celebrat | No celebrat | No celebrat | A  | NC | 0 / 1     | 3 – 1     |
| Rànquing a final d'any | 136         | 100         | 83          | 38 | 38          | 23          | 8           | 23 | 21          | 40          | 79          | 88 | –  | 349 – 279 | 349 – 279 |
| Llegenda: G: Guanyadora; F: Finalista; SF: Semifinalista; QF: Quarts de final; Q: Qualificació; A: Absent; RR: Round Robin; |             |             |             |    |             |             |             |    |             |             |             |    |    |           |           |